# Johannes Martini
Johannes Martini, född i Norrköping, död 1690 i Tingstads församling, Östergötlands län, var en svensk präst.

## Biografi
Martini föddes i Norrköping och var son till kannegjutare Mårten Mårtensson (död 1663). Han prästvigdes 4 juli 1660 när han studerade vid gymnasiet och blev komminister i Linderås församling. Martini blev 1674 kyrkoherde i Tingstads församling. Han avled 1690 i Tingstads församling och begravdes 8 juli samma år.

### Familj
Martini gifte sig 1675 med Elisabeth Påvelsdotter. Hon var dotter till fogden Påvel Jacobsson och Margareta Bertilsdotter i Rystads församling. Elisabeth Påvelsdotter var änka efter kyrkoherden Ericus Schomerus i Tingstads församling.